# دیوید اوئن

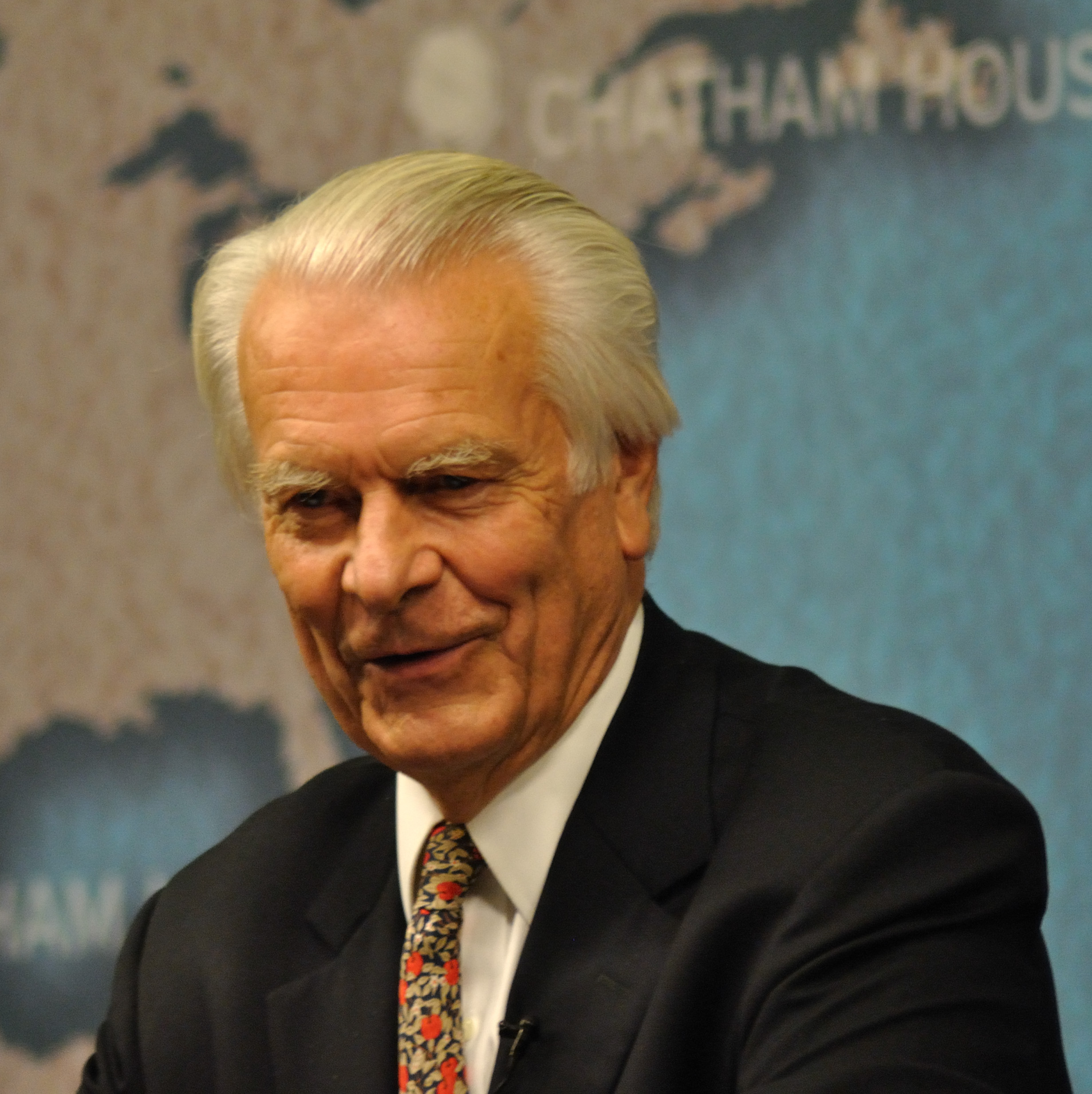

دیوید آنتونی لولین اوئن (انگلیسی: David Anthony Llewellyn Owen زاده ۲ ژوئیهٔ ۱۹۳۸) پزشک، رئیس پیشین دانشگاه لیورپول در انگلستان و سیاستمدار بریتانیایی است.
اوئن در دانشگاه کمبریج انگلستان درس خوانده و به نمایندگی از سوی حزب کارگر و از حوزه پلیموت وارد مجلس عوام شد.
دیوید اوئن در سال‌های ۱۹۷۷ تا ۱۹۷۹ وزیر خارجه دولت کارگری جیمز کالاهان در انگلستان بود و انقلاب ایران (۱۳۵۷) در زمان وزارت خارجه وی رخ داد.
دیوید اوئن پس از روی کار آمدن دولت محافظه‌کار مارگارت تاچر در انگلستان جزو کسانی بود که از حزب کارگر انشعاب کرد و حزب سوسیال دموکرات این کشور را پایه‌گذاری کرد. وی سال‌ها عضو مجلس عوام و سپس عضو مجلس لردهای بریتانیا بود.
اوئن هنوز در صحنه سیاست انگلستان و جهان ایفای نقش می‌کند.

## ایران
دیوید اوئن نخستین‌بار در ۲۱ سالگی از ایران دیدار کرد.
دیوید اوئن از پشتیبانان مسئولیت‌پذیری دولت بریتانیا در کودتای ۲۸ مرداد است. وی همچنین در ماه‌های پایانی پیش از انقلاب، نسبت به روی کار آمدن روحانیون و برپایی دولتی بدتر از حکومت پهلوی هشدار داده بود.
دیوید اوئن در سال ۲۰۰۵ در مصاحبه با خبرنگار ایرانی علی‌اکبر عبدالرشیدی بخش مهمی از خاطرات خود را در ارتباط با محمد رضا پهلوی و انقلاب اسلامی تشریح کرد.

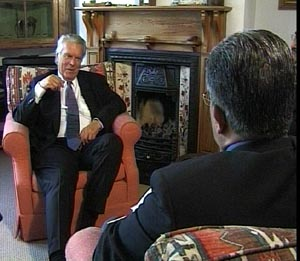
دیوید اوئن در حال مصاحبه با خبرنگار ایرانی علی اکبر عبدالرشیدی